# Catastrophe ferroviaire de Granville

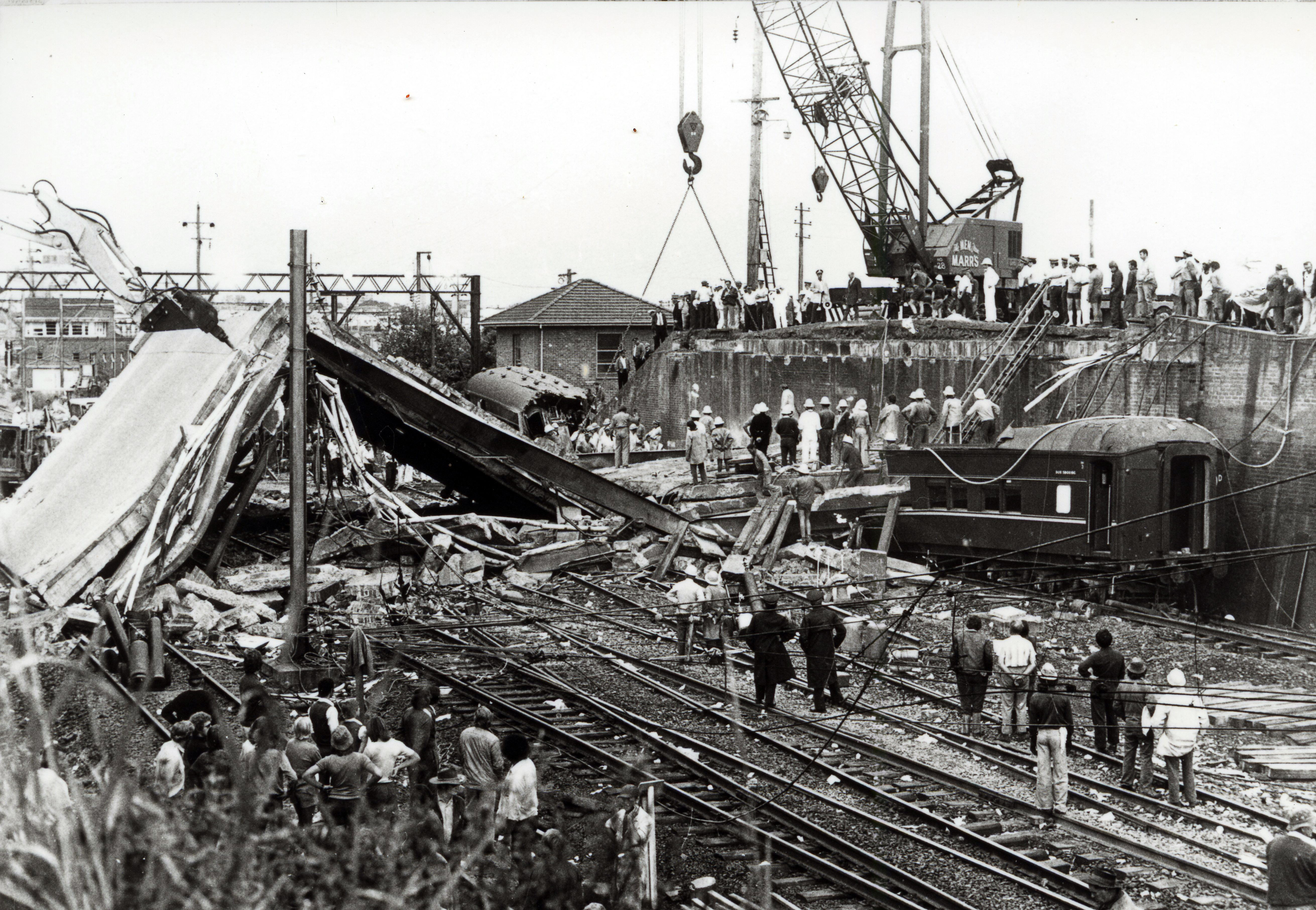
Photo prise le jour de la catastrophe.

La Catastrophe ferroviaire de Granville a eu lieu le 18 janvier 1977 à Granville dans la banlieue de Sydney en Australie.
Elle a provoqué la mort de 84 personnes et fait 213 blessés.

## Circonstances de la catastrophe
Un train de banlieue bondé a déraillé, heurtant les supports d'un pont routier qui s'est effondré sur deux des voitures de passagers du train. L'enquête officielle a révélé que la principale cause de l'accident était une mauvaise fixation des rails, provoquant l'écartement de la voie et permettant à la roue avant gauche de la locomotive de sortir du rail. Les investigations ont montré un déficit d'investissement de maintenance et d'entretien.

## Bilan humain
C'est la pire catastrophe ferroviaire survenue en Australie, avec 83 morts et 213 blessés. Une 84e victime a été ajoutée à la liste en 2017.

## Conséquences
Le pont a été reconstruit sans piliers, et d'autres ponts similaires ont été renforcés.

## Dans les medias
- 1988 : The Day of the Roses, documentaire télévisé sur l'accident.
- 2011 : The Granville Train Disaster: 35 Years of Memories, livre de B. J. Gobbe, un des secouristes intervenu lors de la catastrophe.
- 2012 : The Train, documentaire télévisé